# Duma (epica)

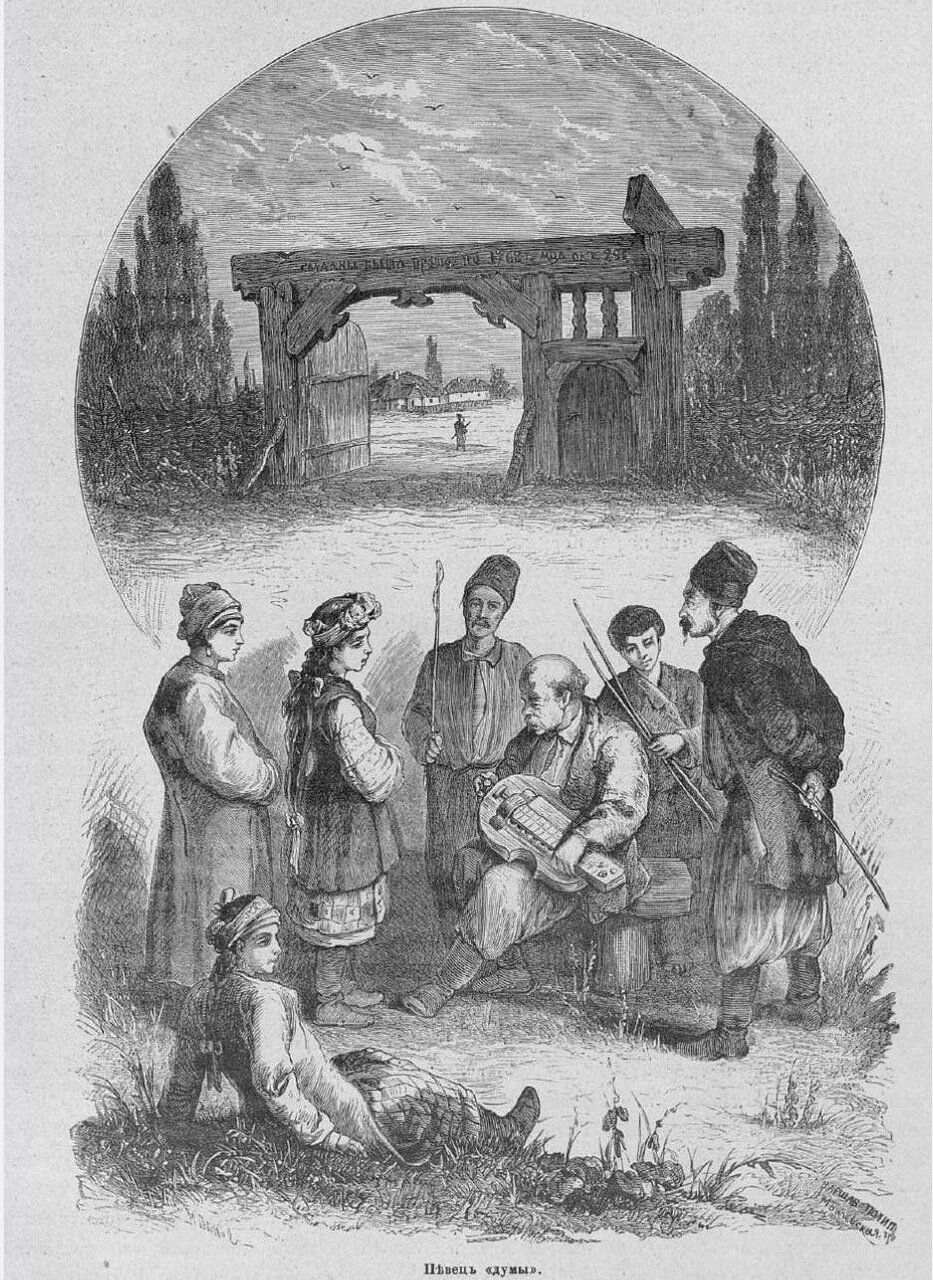
Immagine che ritrae un cantore di dume tratta dal libro Živopiskaja Rossija (1897)

La duma (in ucraino дума?) è una forma di poema epico di origine popolare risalente al periodo dell'Etmanato cosacco che governò l'Ucraina nel XVI e nel XVII secolo. Essa si distingue dal classico poema epico per la mancanza di una struttura ritmica ben definita, prediligendo invece l'uso di periodi irregolari che variano a seconda dello svolgimento della storia. I versi, che esprimono un pensiero compiuto, comprendono generalmente dalle 4 alle 40 sillabe, e le rime sono espresse dai verbi, in modo da collegare un verso all'altro. Simile al poema epico serbo e al lamento funebre, la duma non è cantata, seppur accompagnata da uno strumento musicale come la bandura, la kobza o la lira.

## Storia
Gli studiosi ritengono che la duma sia in qualche modo legata agli epos che nacquero in Ucraina nel XII secolo, come ad esempio il Canto della schiera di Igor'. Essa si basava sulle canzoni popolari e risentì dell'influenza della poesia sillabica che nacque tra il XVI e il XVII secolo. In essa si attestano arcaismi e termini in slavo ecclesiastico e pare che i primi elementi letterari siano stati introdotti dai cantori del XVII secolo. Lo storico polacco S. Sarnicki fu il primo a menzionare il termine duma nei suoi Annales del 1506, descrivendola come un canto funebre in onore di due fratelli che morirono durante la campagna di Valacchia.

## Temi

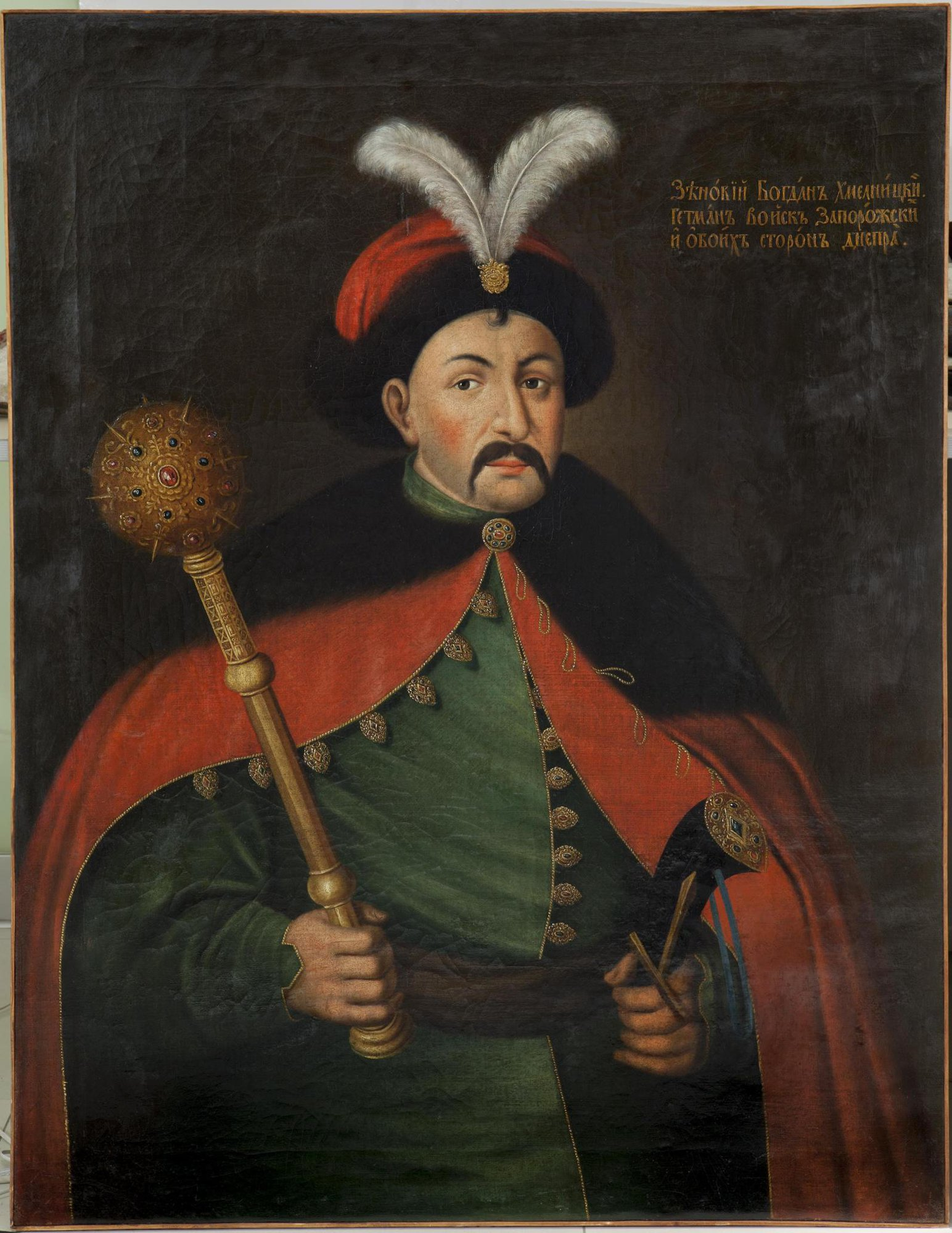
Bohdan Chmel'nyc'kyj, eroe nazionale ucraino

La duma affronta due filoni principali: il primo riguarda le lotte tra i tatari e i turchi, mentre il secondo le lotte tra i cosacchi e i polacchi.
Il primo filone a sua volta è suddiviso in diversi temi:
- la prigionia turca (trattata ad esempio nel poema su Marusja Bohuslavka)
- la morte eroica dei cosacchi
- la liberazione dei cosacchi dalla schiavitù oppure il loro ritorno da una spedizione militare
- poemi morali sulla vita quotidiana.

Nel secondo filone si possono distinguere due temi:
- il periodo di Bohdan Chmel'nyc'kyj
- tematiche sociali.

Le prime raccolte di dume furono pubblicate nei primi decenni del XIX secolo da autori come Mykola Andrijovič Certljev, Mychajlo Oleksandrovyč Maksymovyč e Platon Akimovič Lukaševič. Successivamente, con la crescita di interesse nei confronti del genere, sempre più autori le inclusero nelle proprie opere, tra cui Taras Hryhorovyč Ševčenko, Jevhen Pavlovič Hrebinka, Nikolaj Vasil'evič Gogol' e Pantelejmon Oleksandrovič Kuliš. Gli studi di quel periodo, condotti principalmente da Nikolaj Ivanovič Kostomarov, portarono a nuove scoperte e furono definiti nuovi standard di trascrizione.
Con la conferenza archeologica di Charkiv del 1902 si riscoprì ulteriormente l'interesse per la duma, per i kobzar e per i lirnyk. Inoltre, nei primi decenni del Novecento la studiosa Kateryna Michajlivna Hruševs'ka pubblicò il suo studio in due volumi intitolato Ukraïns'ki narodni dumy.
Lo scrittore Michał Grabowski tradusse diverse dume in polacco, Friedrich von Bodenstedt in tedesco, Florence Randal Livesay e Yuriy Tarnawsky in inglese e Marie Scherrer in francese.